# ابروزردک کوهی
ابروزردک کوهی (نام علمی: Elaenia frantzii) نام یک گونه از سرده ابروزردک است.